# Mathieu Gourdain
Mathieu Gourdain (* 4. května 1974 Vernon, Francie) je bývalý francouzský sportovní šermíř, který se specializoval na šerm šavlí. Francii reprezentoval v devadesátých letech a v prvních letech jednadvacátého století. Na olympijských hrách startoval v roce 2000 v soutěži jednotlivců a družstev. V soutěži jednotlivců vybojoval stříbrnou olympijskou medaili. V roce 2001 obsadil třetí místo na mistrovství světa v soutěži jednotlivců a v roce 1996 druhé místo na mistrovství Evropy. S francouzským družstvem šavlistů vybojoval v roce 2000 stříbrnou olympijskou medaili. V roce 1997 a 1999 vybojoval s družstvem první místo na mistrovství světa a v roce 1999 první místo na mistrovství Evropy.